# Уебстър (окръг, Кентъки)
Вижте пояснителната страница за други значения на Уебстър.
Окръг Уебстър (на английски: Webster County) е окръг в щата Кентъки, Съединени американски щати. Площта му е 870 km², а населението - 14 120 души (2000). Административен център е град Диксън.